# クロマダラソテツシジミ
クロマダラソテツシジミ（黒斑蘇鉄小灰蝶）は、チョウ目（鱗翅目）、シジミチョウ科、ヒメシジミ亜科に分類される蝶の1種である。学名は Chilades pandava とされることが多いが、2023年現在では Luthrodes pandava とすることが提唱されている。後翅には細い尾状突起が存在し、翅表には青い金属光沢、翅裏には褐色の斑紋列がある（図1）。高温期型と低温期型の季節型を示す。幼虫はソテツなどソテツ属の若葉を食べる。インドから中国南部、インドシナ半島、マレーシア、インドネシア、フィリピン、台湾に分布し、21世紀には日本の南西諸島から関東地方で見られるようになったが、おそらく南西諸島以外では越冬できず、夏から初冬に侵入して増殖することを繰り返している。

## 特徴
成虫は、開翅長24–32ミリメートル (mm)、体長約 10 mm。各後翅には1本の尾状突起がある（図1, 2, 3）。冬期や餌が不良であった条件で羽化した個体は、小型化する。
翅表は、雄ではほぼ全体が光沢を帯びた青紫色から青色であり、前縁部と外縁部が細く黒色（下図2a）。雌では青色部が小さく、前縁部と外縁部の黒色部が幅広いが（下図2b, c）、低温期型では翅表のほとんどが青くなることがある。後翅亜外縁に黒班列があり、そのうち第2室の黒班が大きく、ときに内側に橙色斑が付随する（下図2）。
翅裏は灰褐色、白く縁どられた褐色の斑紋列が複数存在する（下図3）。前翅の内側斑紋列の後部2斑紋はずれている。後翅外縁の第2室には大きな、第1室には小さな黒班があり、前者の内側にはふつう橙色斑が付随する。後翅の内側には3つの黒斑、中央前縁には1つの黒斑がある。
触角の先端は黒色、軸部は白と黒の繰り返し（上図3）。頭部、胸部、腹部は褐色、頭部と胸部は青みがかった毛で覆われている。
季節型として、高温期型と低温期型がある（変異は連続的）。低温期型は、高温期型に比べて翅表の青色部が広く、特に雌では高温期型との違いが顕著であり、翅表のほとんどが青くなることがある。低温期型では後翅亜外縁の黒斑の橙色部が退化し、翅裏の斑紋列を縁取る白色部が広がってぼやける（上図3b, c）。
卵は淡黄緑色、直径約 0.5 mm、円盤状球形で中央が凹む。
幼虫は4齢まである。ワラジムシ型で頭部は小さく黒色、胸部下に隠れている。体表面は短毛をもち、ざらついている。体色には変異があり、緑色から赤褐色、紋様は多様（上図4a, b）。
蛹は楕円形、長さ約 10 mm、平滑、黄褐色から赤褐色（上図4c）。

## 生態・生活史
幼虫は、ソテツなどソテツ属（ソテツ科）の芽や新葉を食べる。ソテツ属のさまざまな種を利用可能であるが、ある程度好みがあることが報告されている。葉ではなく、種子や大胞子葉、茎を食べることもある。ソテツ類の別科であるザミア科の植物を食べることも報告されている。また、マメ科8種およびミカン科1種も、食草として報告されている。飼育下では、インゲンマメの果実や種子、クリの種子でも通常に発育する。
ソテツ（ソテツ科）を食餌としていたクロマダラソテツシジミ（シンガポール産）は、同じソテツ類（ザミア科）の Zamia integrifolia（フロリダ産）を食餌としていたアタラマルバネシジミ（Eumaeus atala）およびゾウムシ類3種と共通する腸内細菌をもつことが報告されている。ソテツ類はサイカシンなど毒をもつことが知られているが、このような腸内細菌がソテツ類の利用を可能にしていると考えられている。
成虫は陽光を好み、ときに翅を半開きにして日光浴をする。雄は縄張りを形成し、侵入した他の雄を追い払う。宮崎県では、ツルソバやセンニチコウ、キツネノマゴ、コシロノセンダングサ、ヒメムカシヨモギなどから吸蜜することが報告されている。
卵は、展開前の葉や展開後まもない若い葉の裏面や葉柄の側面から下面に、1個から数個ずつ産卵される（下図5b）。成熟し硬化した葉には産卵しないが、適当な産卵場所がない場合には幹頂部の鱗片に産卵することもある。産卵数は、1雌あたり300個以上に達することがある。卵期間は、24–26°C の条件では2–4日。
若齢幼虫は、未展開葉や展葉したばかりの葉の裏面の柔らかい部分を食べる。3齢以降の幼虫は葉の全体を食害し、食べ尽くすと芯の内部まで食べることがある。種内競争が激しく、食餌不足の際には共食いをすることがある。アリと共生し、蜜を分泌して与える代わりに、外敵からの保護や幼虫の移動分散の利益を受ける（上図5c）。
蛹化は、ソテツ類の葉の裏側、休眠芽、綿毛の間、幹、根際の石の間などで行う。蛹の期間は、温暖期で6日程度、寒冷期で20日程度とされる。
卵から成虫まで、25–32°Cで18.5日、30°Cでは12日と非常に短く、そのため短期間で世代を重ねて急速に増殖することができる。
休眠期をもたないが低温に弱く、15°C程度でも卵や幼虫の死亡率は高く、羽化不全も多くなる。そのため、2022年現在、一般的に本州など南西諸島より北では越冬している可能性は低いと考えられている。ただし、宮崎県では3月15日から4月12日の間に羽化した蛹が、千葉県で2月23日に成虫が得られた報告があり、越冬を完全に否定はできないともされる。
日本では、捕食寄生性であるコマユバチ科の一種、タマゴコバチ科の一種、アシブトコバチ科の一種が天敵となることが報告されているが、寄生率は高くない。また、昆虫病原菌の Isaria javanica（= Paecilomyces javanicus）（子嚢菌門）が寄生することがある。

## 分布
インド、スリランカから中国南部、インドシナ半島、マレーシア、インドネシア（スマトラ島、ジャワ島、ロンボク島、ボルネオ島など）、フィリピン、台湾に分布する。また、スペイン、エジプト、アラビア、マダガスカル、モーリシャス、サイパン島、グアム島、韓国などからも報告されている。
日本では、1992年に沖縄本島で、2001年に与那国島で一時的に出現し、2006年以降は八重山諸島で継続的に見られるようになり、その後は沖縄本島、奄美大島、種子島、九州で発生が確認され、さらに飛び地的に四国、中国地方、近畿、東海、関東からも報告されるようになった。2023年時点で北限またはそれに近い記録地として、茨城県北茨城市、栃木県小山市、埼玉県深谷市などが挙げられる。その拡散は極めて急速であったため、ソテツの移植や人為的な放蝶が関与している可能性も示唆されているが、基本的には季節風などによる自力拡散能が極めて高いためであると考えられている。南西諸島では定着している可能性があるが、本州などそれ以北では越冬している可能性は低く、繰り返し南方から侵入していると考えられている。

## 人間との関わり
クロマダラソテツシジミの幼虫はソテツ属植物を食草とし、ソテツ属植物はしばしば観賞用などに植栽されているため、これが食害されて被害が生じることがある。特に本種は産卵数が多く、1世代期間が短いため、急速に増殖して大発生することがあり、大発生時には葉軸のみを残して葉が食べ尽くされ、美観を著しく損ねる。また連続して被害を受けると枯死することもある。そのため、発生初期の防除が重要とされる。新葉の先端や葉縁が淡色になり、縮れることで食害が認識されるが、この葉が展開した際にはすでに美観は損なわれている。卵や若齢幼虫は発見が難しいため、丹念に調査する必要がある。クロマダラソテツシジミに対する殺虫剤としては、日本ではトレボン乳剤（2000–4000倍希釈）が登録されている。台湾では、メタシストックスが用いられている。また、大発生時には樹を揺らし、落下した幼虫を捕殺することが推奨されている。
美麗な蝶であり、日本に侵入した当初には愛好家が採集に赴き、その標本は高値で取引された。

## 分類
以下の亜種が提唱されている。
- Luthrodes pandava pandava
名義タイプ亜種。タイプ産地はジャワ島。
- Luthrodes pandava lanka (Evans, 1925)
タイプ産地はスリランカ。
- Luthrodes pandava vapanda (Semper, 1890)
タイプ産地はフィリピン。
- Luthrodes pandava peripatria (Hsu, 1989)
タイプ産地は台湾。ただし、台湾西部には名義タイプ亜種が侵入・定着しているとされる。

ミトコンドリアCOIIに基づく系統解析からは、沖縄のものは台湾亜種に、本州のものは名義タイプ亜種に相当することが示唆されている。